# Ricardo Guillén
Ricardo Guillén Mendoza (Santa Cruz de Tenerife, 17 de junho de 1976) é um basquetebolista espanhol. Atualmente joga como Ala-pivô pelo Clínicas Rincón na LEB Oro.
Ao longo de sete temporadas na LEB Ouro, ele é o cestinha da história da liga.
Em 2012, Guillén conquistou com o Iberostar Canarias a Copa Príncipe de Astúrias e a LEB Ouro assegurando a promoção da equipe para a Liga ACB.

## Prêmios

### Com Unicaja Málaga
- Finalista da ACB (1994-95)

### Com Equipes de base da Espanha
- Medalha de Bronze no Eurobasket Sub 18 de 1994
- Medalha de Bronze Mundial Sub 19 de 1995
- Medalha de Prata no Eurobasket Sub 20 de 1996